# Scleria balansae
Scleria balansae là loài thực vật có hoa trong họ Cói. Loài này được Maury ex Micheli miêu tả khoa học đầu tiên năm 1890.